# Wola Owsiana
Wola Owsiana [pronunciación en polaco: /ˈvɔla ɔfˈɕana/] es un pueblo ubicado en el distrito administrativo de Gmina Oporów, dentro del condado de Kutno, Voivodato de Łódź, en el centro de Polonia. Se encuentra a unos 4 kilómetros al oeste de Oporów, a 11 kilómetros al este de Kutno, y a 52 kilómetros al norte de la capital regional Łódź.